# National Trust for Scotland
The National Trust for Scotland for Places of Historic Interest or Natural Beauty, abbreviato National Trust for Scotland, è un'organizzazione benefica scozzese dedita alla conservazione e alla tutela del patrimonio culturale e naturale della Scozia. Esso è la più grande organizzazione associativa della Scozia, possiede e gestisce territori per un totale di 180.000 acri (730 km2) di terra e 130 proprietà tra cui castelli, antiche abitazioni di piccole dimensioni, siti storici, giardini e aree rurali remote. È simile in funzione al National Trust, che copre l'Inghilterra, il Galles e l'Irlanda del Nord, e ad altri trust nazionali in tutto il mondo.